# Delphinium hellenicum
Delphinium hellenicum là một loài thực vật có hoa trong họ Mao lương. Loài này được Pawl. mô tả khoa học đầu tiên năm 1963.